# بلس أوديو
بُلس أوديو (بالإنجليزية: PulseAudio)‏ هو برمجية خادم صوتي يدعم الشبكات ويوزع عبر مشروع فري دسكتوب.أورج. تعمل البرمجية بشكل رئيسي على نظم تشغيل لينكس، بما في ذلك نظام ويندوز الفرعي للينكس على مايكروسوفت ويندوز، وتطبيق ترمكس على نظام أندرويد (نظام تشغيل)؛ كما يعمل على نظم تشغيل توزيعة برمجيات بيركلي (BSD) المختلفة مثل فري بي إس دي وأوبن بي إس دي، ونظام ماك أو إس؛ بالإضافة إلى توزيعات إيلوموس ونظام التشغيل سولاريس. تعمل البرمجية كوسيط بين التطبيقات والأجهزة ويتعامل مع جريان الصوت ذي التضمين النبضي المرمز الخام.
يعد بلس أوديو برمجية حرة مفتوحة المصدر، وهو مرخص تحت الإصدار 2.1 أو ما يليه من رخصة جنو العمومية الصغرى.
أنشئ بلس أوديو عام 2004 تحت مسمى بولي أوديو (بالإنجليزية: Polypaudio)‏، وفي عام 2006 غيّر الاسم إلى بلس أوديو.
يتنافس بُلس أوديو مع برمجية بايب واير الأحدث، والتي توفر خادمًا متوافقًا مع بلس أوديو (يُعرف باسم pipewire-pulse)، وأصبحت تُستخدم بشكل أساسي في العديد من توزيعات لينكس بما في ذلك فيدورا وأوبونتو ودبيان.

## وصلات خارجية
- الموقع الرسمي